# پوشش ابر

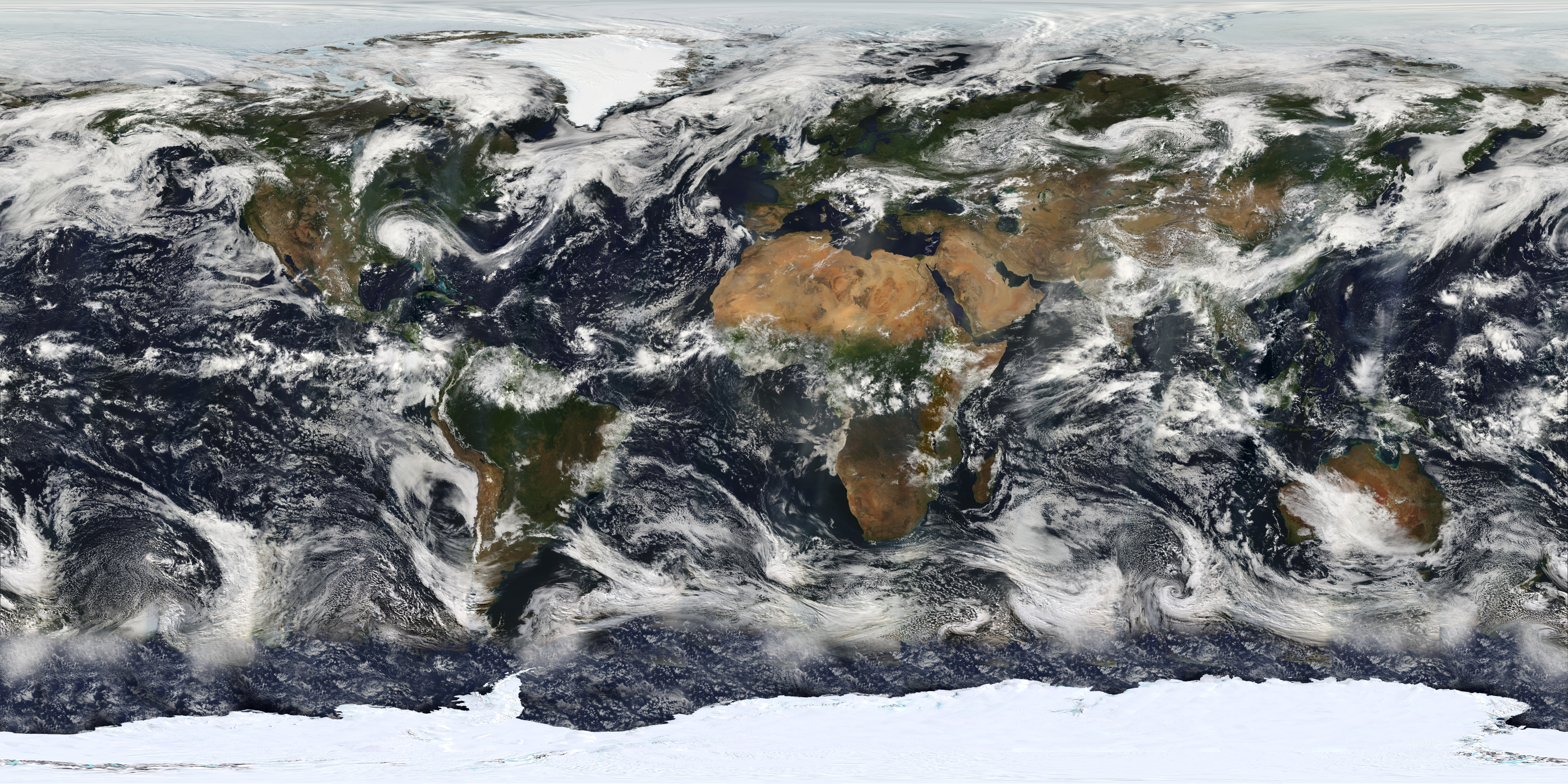
تصویربرداری ماهواره‌ای ناسا از پوشش ابری زمین

پوشش ابر در هواشناسی به وضعیت آسمان از لحاظ پوشیدگی ابرها هنگام دیدن از یک مکان معین می‌گویند. واحد اندازه گیری معمول پوشش ابر اکتا است.